# Chimarrhis
Chimarrhis es un género con 30 especies de plantas con flores perteneciente a la familia Rubiaceae.

## Especies seleccionadas
- Chimarrhis barbata (Ducke) Bremek.
- Chimarrhis bathysoides Steyerm.
- Chimarrhis brevipes Steyerm.
- Chimarrhis clausicorollata J.H.Kirkbr.
- Chimarrhis cubensis Steyerm.
- Chimarrhis cymosa Jacq.
- Chimarrhis cyrrhosa Steud.
- Chimarrhis dioica K.Schum. & K.Krause
- Chimarrhis duckeana Delprete
- Chimarrhis ekmanii Borhidi

## Sinonimia
- Pseudochimarrhis Ducke